# شهدخوار باشکوه
شهدخوار باشکوه (نام علمی: Aethopyga magnifica) گونه‌ای از پرندگان خانواده شهدخواران است که عمدتاً از شهد تغذیه می‌کنند، اگرچه آنها حشرات را نیز می‌خورند، مخصوصاً هنگام تغذیه جوان. پرواز سریع و مستقیم روی بال‌های کوتاه آنها انجام می‌شود. بیشتر گونه‌ها می‌توانند با شناور شدن مانند مرغ مگس شهد بگیرند، اما معمولاً برای تغذیه بیشتر اوقات نشسته‌اند. این گونه بومی غرب فیلیپین است که در جزایر ویسایان جزیره نگروس، پانای، سبو، جزیره تابلاس و رومبلون یافت می‌شود. زمانی به عنوان زیرگونه‌ای از شهدخوار زرشکی در نظر گرفته می‌شد که در بورنئو، سوماترا و سولاوسی یافت می‌شود.